# Lock On: Modern Air Combat
Lock-On Modern Air Combat, también conocido como LOMAC, es un simulador de vuelo de combate moderno desarrollado por Eagle Dynamics en 2003 para el sistema Windows XP, Windows 2000 y Windows ME. Es altamente reconocido por ser uno de los más realistas del momento. Ofrece 8 aviones de combate volables (listados a continuación), y más de 40 no controlables. Se simula combate aire-aire, aire-tierra, y otras modalidades como ataque a barcos, o acrobácias. Reproduce detalladamente los despegues y aterrizajes, aterrizajes en portaaviones (para el Su-33), y repostaje aéreo. Incluye un potente editor de misiones con el que crear una gran variedad de misiones o campañas da larga duración.

## Escenario
El escenario del juego es en el Mar negro, con más de 180.000 edificios, 50 millones de árboles, 21 ciudades, 1700 pueblos , 500 puentes,18 campos de aviación, y 8 bases navales están presentes en un mundo virtual con alto grado de detalle.

## Aviones

### Aviones Pilotables
Estados Unidos:
- F-15C
- A-10A

 Rusia:
- Su-25
- Su-27
- Su-33
- MiG-29A
- MiG-29S

### Aviones No Pilotables
Estados Unidos:
- F-14A
- F-16A
- F-16C
- F-5E
- F/A-18A
- F/A-18C
- F-4

 Rusia:
- MiG-23MLD
- MiG-25PD
- MiG-29A
- MiG-29S
- MiG-31
- Su-25
- Su-27
- Su-30
- Su-33

 Ucrania:
- MiG-23MLD
- MiG-25PD
- MiG-29A
- MiG-29S
- Su-27

## Campañas
- Campaña A-10A
- Campaña F-15C
- Campaña Su-25
- Campaña Su-27

## Misiones
- Misiones A-10
- Misiones F-15C
- Misiones Su-25
- Misiones Su-27

## Actualizaciones
Eagle Dynamics, ha publicado una expansión no oficial llamada "Lock On: Flaming Cliffs", diseñado en parte para corregir numerosos defectos en el juego original. También se incluye otro avión pilotable, el Su-25T y nuevas misiones. Algunos de los cambios y ajustes realizados incluyen modelado de misiles y entre otros, como un avanzado modelo de vuelo (AFM) para el Su-25T. Un parche para flaming cliffs fue liberado para corregir los errores de codificación menores y con lo que el juego llegó a su versión actual: 1.12b.

## Flaming Cliffs 2
Lock On Flaming Cliffs 2 es el sucesor de Flaming Cliffs. Todos los aviones pilotables por el jugador han sido transformados para el ambiente virtual de las series de Digital Combat Simulator.
Se incluyen las siguientes mejoras:
- Compatibilidad multijugador con el nuevo título de Eagle Dynamics DCS: Black Shark. Los jugadores podrán volar en misiones o campañas creadas para DCS: Black Shark y viceversa.
- Mejoras generales y correcciones de bugs para el modo multijugador de la anterior versión de Flaming Cliffs.
- Ofrece el mismo escenario que DCS: Black Shark y se ha eliminado la parte de Crimea incluida en la versión anterior de Flaming Cliffs, y se han añadido áreas de Georgia, modeladas a más resolución que en DCS: Black Shark. También se han añadido algunos aeropuertos más.
- Detección automática de archivos modificados por el jugador en modo en línea.
- Motor gráfico mejorado (The Fighter Collection Simulation Engine (TFCSE)) que usa DirectX 9.0c con numerosas mejoras respecto a la meteorología, agua y resolución.
- Se han mejorado los aviones, armamento y motor de sonido.
- Se han añadido nuevos modelos 3D como unidades terrestres, unidades antiaéreas, armamento, helicópteros, aviones e incluso aeronaves UAV.
- Nuevas texturas de terreno según la estación del año.
- Nuevo editor de misiones con un sistema de intervención para acciones de secuencias de comandos y eventos, que permite la creación de misiones interactivas donde los eventos de la misión dependerán de las acciones del jugador.
- Mejor modelo de vuelo para los aviones controlados por la inteligencia artificial.
- Unidades adicionales de gama baja como infantería.

La versión rusa de Flaming Cliffs 2.0 se lazó al mercado el 25 de marzo de 2010, y la inglesa poco tiempo después.

## Simuladores relacionados
- Digital Combat Simulator
- Falcon 4.0
- IL-2 Sturmovik
- Rise of Flight